# Jean-Jacques Boucavel
 (mars 2018).
Si vous disposez d'ouvrages ou d'articles de référence ou si vous connaissez des sites web de qualité traitant du thème abordé ici, merci de compléter l'article en donnant les références utiles à sa vérifiabilité et en les liant à la section « Notes et références ».
Jean-Jacques Egdar Boucavel, né le 21 février 1923 à Kibangou, une région à la frontière sud-ouest du Gabon qui appartient aujourd'hui à la République du Congo et décédé le 5 novembre 2001 à Libreville, est un homme politique gabonais.

## Biographie

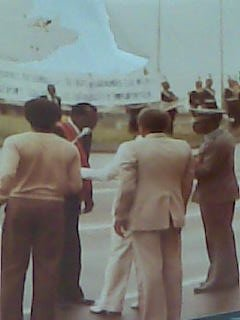
Le Président du conseil économique et social lors de son arrivée à la cérémonie de Fête de l'Indépendance du Gabon le 17 août 1978.

### Origines et jeunesse
Jean-Jacques Boucavel est né le 21 février 1923 d'un père militaire Punu, originaire de Mouila dans la Ngounié et d'une mère au foyer issue de la même région. Après le décès de son père alors qu'il était très jeune, sa mère épousa en deuxièmes noces un chef local de la région du Niari. C'est lors de cette période qu'il fit la connaissance de son ami d'enfance, Pierre Goura (ancien sénateur au Parlement français et ancien Ministre des Finances du Congo Brazzaville).
Après ses études primaires supérieures et secondaires à l'issue desquelles il obtient le diplôme des écoles primaires supérieures et le diplôme de l’École des cadres supérieurs de Brazzaville, il est successivement instituteur de l'enseignement officiel, directeur d'école, chef de secteur scolaire. Ensuite, il devint conseiller territorial du Gabon, grand conseiller de l'A.E.F, puis conseiller de l'Assemblée de l'Union française. Parallèlement, poursuivant sa carrière administrative, il est nommé attaché d’enseignement, et est chargé du bureau pédagogique. Jean-Jacques Boucavel est ensuite nommé administrateur civil et occupe successivement les fonctions d'inspecteur adjoint des affaires administratives, directeur adjoint des affaires économiques, secrétaire général à l'information, administrateur suppléant du comité du Gabon de la banque centrale et devient président du conseil économique et social le 7 septembre 1964.
Bien qu'ayant quelques années de moins ils eurent néanmoins à peu près le même parcours scolaire et politique.

### Sous l'administration coloniale
Après avoir occupé plusieurs postes administratifs, Jean-Jacques Boucavel s'allie à son parent René Paul Sousatte (délégué A.E.F à l'Assemblée d'Union Française de 1947 à 1953). D'abord proche de l'UDSG de Jean-Hilaire Aubame, il se rapproche néanmoins de oncle Sousatte durant son mandat à Paris de 1953 à 1959 où il succéda à ce dernier en tant que Conseiller A.E.F, Représentant à l'Union Française. Ensemble, ils décident de militer pour l'indépendance totale et complète du Gabon ; dès août 1958 ils créent le P.U.N.G.A (Parti de l'Unité Nationale Gabonaise).

### Parcours politique

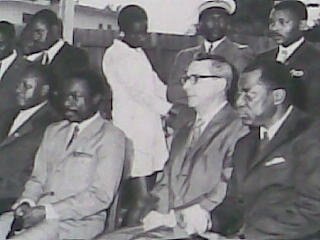
J.J Boucavel lors d'un forum économique avec Jean Wack et Omar Bongo.

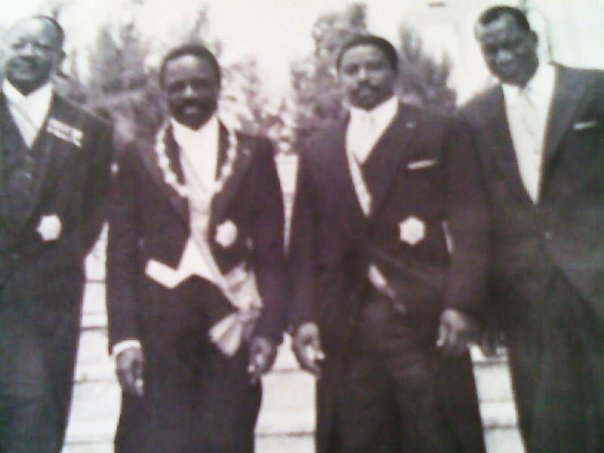
De Gauche à droite: Paul Gondjoult, Omar Bongo Ondimba, Léon Mébiame, Jean Jacques Boucavel

Le Parti de l'unité nationale gabonaise (en abrégé P.U.N.G.A) était un parti politique au Gabon. Punga signifie « tornade » dans la langue échira. C'était un petit parti, basé dans la province de la Ngounié. Le parti a reçu le soutien de fonctionnaires de l'administration publique nouvellement créée. Le parti a été fondé le 20 août 1958. Il a été dirigé par René-Paul Sousatte et Jean-Jacques Boucavel (qui avait rompu avec l'UDSG deux jours plus tôt). Outre Sousatte et Boucavel, les fondateurs du PUNGA sont Louis M'Vey (du CTAG, mouvement syndical), Valentin Mihindou, Martin Longa (conseiller municipal, membre BDG), Henri Moundounga (responsable du cabinet du ministre des Travaux publics) et Jean-Félix Lassy (responsable du cabinet du ministre de la Fonction Publique). Sousatte était président du parti, Boucavel vice-président, Mihindou secrétaire et Marcel Sandoungou comme secrétaire adjoint.
PUNGA préconisait l'indépendance immédiate du régime colonial français. Il fut le seul parti a appeler à un vote « Non » après le désistement de l'UDSG de Jean Hilaire Aubame, lors du référendum du 28 septembre 1958. Comme alternative à la domination française, le parti était ouvert à la création d'une confédération d'États libres et égaux. PUNGA avait le soutien du Mouvement d'action gabonaise, une organisation étudiante gabonaise en France métropolitaine.
15 244 sur les 190 334 électeurs au Gabon votèrent « non ». Le "Oui" l'emporta et, après le référendum, l'influence du parti diminua.
Dès juillet 1958, une troisième force politique tente de s’imposer au Gabon: le Parti de l’Unité nationale gabonaise (PUNGA) mené par René Sousatte et Jean-Jacques Boucavel. Après avoir appelé au «non» lors du référendum de 1958, le PUNGA organise plusieurs manifestations, soutenues par l’UDSG, afin d'obtenir l’indépendance et la tenue de nouvelles élections législatives,. En mars 1960, alors que l’indépendance a déjà été accordée par la France, Mba fait interdire par le Conseil des ministres le PUNGA puisque son objectif avoué est atteint. Puis il lance un mandat d’arrêt contre René Sousatte et Jean-Jacques Boucavel sous prétexte qu’ils comploteraient et des perquisitions ont lieu au domicile de membres de l’UDSG, soupçonnés de complicité. Intimidés, trois députés UDSG rejoignent la majorité gouvernementale qui comprend de ce fait 32 députés sur 40. Les 27 et 28 mai, l’Assemblée adopte une série de lois restreignant les libertés individuelles; désormais les réunions publiques sont soumises à une réglementation, et tout acte considéré comme subversif est répréhensible. En dépit des positions radicales du parti, Sousatte se tourne contre le Parti communiste français . Cette évolution a conduit à une scission entre lui et M'Vey. En 1962 Sousatte a été nommé ministre de l'Agriculture.
Jean-Jacques Boucavel ayant pris le maquis après le décret de Léon Mba, c'est par l'intersession de son ami Pierre Goura (alors Ministre des Finances du Congo Brazzaville)  qui interjeta auprès du doyen des Présidents, son excellence Félix Houphouët-Boigny de Côte d'Ivoire. Ce dernier interpella Léon Mba à ce sujet et le persuada dans sa grande sagesse, de revenir sur sa décision. Une fois le mandat d'arrêt levé, Jean-Jacques Boucavel fut assigné à résidence puis chargé d'instruire les nouvelles générations d'hommes politiques gabonais parmi lesquels on peut citer: Jean-François Ntoutoume Emmane, Rose Rogombé et Léon Augé.
Après le décès de Léon Mba, il fut nommé président du Conseil Économique et Social de 1964 à 1980. Puis, il occupa la fonction de représentant personnel du Premier Ministre d'alors (Léon Mébiame) avant de prendre une retraite bien méritée.
Jean-Jacques Boucavel décède chez lui le 5 novembre 2001. Outre des écrits non publiés, il laisse au peuple gabonais un Hymne patriotique Gabon Patrie Chérie régulièrement joué par les fanfares des forces armées gabonaises, lors de cérémonies officielles et celles du 17 août jour de fête nationale au Gabon. De nombreux hommages d'hommes politiques de tous bords et du gouvernement lui sont rendus. On peut noter la salle Jean-Jacques Boucavel au Palais du Sénat Omar Bongo Ondimba à Libreville, l'Avenue Jean Jacques Boucavel à Libreville et le lycée public Jean-Jacques Boucavel ( L.P.J.J.B) à Mouila, le plus grand établissement secondaire du chef-lieu de la province de la Ngounié (sud), sa province d'origine où il fut inhumé. Jean-Jacques Boucavel était père de onze enfants.

## Décorations
- Chevalier Grand-Croix de l'Ordre du Mérite de la République italienne
- Officier de l'Ordre de l'Étoile équatoriale
- Commandeur du Mérite Centrafricain
- Médaille du Nicham el Anouar
- Médaille de la Rédemption du Liberia